# Lig
Lig – wieś w Słowenii, w gminie Kanal ob Soči. W 2018 roku liczyła 128 mieszkańców.